# Göran Dalhov
Göran Dalhov, född 19 mars 1957 i Majorna, Göteborg, är en svensk arkitekt, författare och konstnär. Dalhov har haft utställningar på bland annat Nordiska akvarellmuseet och Göteborgs naturhistoriska museum och hans illustrationer har använts till frimärken och i Nationalencyklopedin. 